# Giovannina Franchi
Giovannina Franchi (24. června 1807, Como – 23. února 1872, tamtéž) byla italská římskokatolická řeholnice, zakladatelka a členka kongregace Špitálních sester Panny Marie Bolestné. Katolická církev ji uctívá jako blahoslavenou.

## Život
Narodila se dne 24. června 1807 ve městě Como jako druhá ze sedmi dětí rodičům Giovannimu Franchi a Giuseppině Maza. Její otec byl soudce. Pokřtěna byla dne 25. června 1807. Roku 1814 započala studium na škole, vedené vizitantkami. Roku 1824 pak své studium dokončila.
Roku 1840 se zasnoubila za staršího muže, který však krátce poté podlehl nemoci. Roku 1842 její bezdětný strýc Carlo Andrea Franchi rozdělil svůj majetek a jí odkázal 3000 lir. Roku 1849 jí zemřela matka. Otec pak zemřel roku 1852. Tím zdědila jí odkázaných 32 000 lir.
Dne 27. září 1853 založila za pomocí několika společnic a svého duchovního vůdce ženskou řeholní kongregaci Špitálních sester Panny Marie Bolestné, a spolu se svými společnicemi do ní následně sama vstoupila. Dne 21. listopadu 1858 složila své první řeholní sliby. Dne 25. prosince 1862 obdržela jí založená kongregace diecézní potvrzení o svém založení.
Roku 1866 se její zdraví začalo zhoršovat, načež sepsala svoji závěť. V létě roku 1871 onemocněla neštovicemi, kterými se nakazila při péči o nemocné během epidemie. Na ně pak dne 23. února 1872 ráno ve svém rodném městě zemřela. Roku 1935 byly její ostatky exhumovány.

## Úcta
Její beatifikační proces započal dne 18. června 1994, čímž obdržela titul služebnice Boží. Dne 6. listopadu 2012 ji papež Benedikt XVI. podepsáním dekretu o jejích hrdinských ctnostech prohlásil za ctihodnou. Dne 9. prosince 2013 byl uznán zázrak na její přímluvu, potřebný pro její blahořečení.
Blahořečena pak byla dne 20. září 2014 v katedrále Nanebevzetí Panny Marie v Como. Beatifikační obřad jménem papeže Františka celebroval kardinál Angelo Amato.
Její památka je připomínána 23. února. Bývá zobrazována v řeholním oděvu.